# Montura chilena
La montura chilena o montura corralera es un tipo de silla de montar utilizada por los campesinos huasos en Chile sobre un caballo chileno, durante sus labores granjeras, paseos recreativos o la práctica deportiva como el rodeo chileno.

## Características
La silla de montar fue introducida al actual territorio chileno en 1540, durante una expedición liderada por el conquistador Pedro de Valdivia del Imperio español. Antiguamente, era de cuero de cerdo amarrado por medio de una cincha al lomo del caballo. Actualmente, consta de cuatro partes: el casco, que es la estructura de madera que se ubica sobre el lomo del caballo y asiento del jinete; los pabellones, que son los cueros de oveja que cubren el casco; la cabecilla, que es la parte anterior de la montura que sujeta al jinete y la copa, que es el asiento.